# Джон, Найл
Найл Омари Макензи Джон (англ. Nile Omari Mckenzie John; род. 6 марта 2003, Уайт-Сити, Большой Лондон) — английский футболист, полузащитник английского клуба «Тоттенхэм Хотспур».

## Клубная карьера
Уроженец Уайт-Сити, Лондон, с семилетнего возраста Джон выступал за молодёжную команду «Тоттенхэм Хотспур».
24 февраля 2021 года дебютировал в основном составе «Тоттенхэм Хотспур», выйдя на замену в матче Лиги Европы УЕФА против «Вольфсберга».
27 января 2022 года Джон перешел в аренду в «Чарльтон Атлетик» на оставшуюся часть сезона 2021/22. Однако, несмотря на то, что Джон несколько раз сидел на скамейке запасных, он ни разу не сыграл за «красную армию».

## Карьера в сборной
Выступал за сборные Англии до 15, до 16 и до 17 лет.